# Remigio Morales Bermúdez (politikus)
Remigio Morales Bermúdez (Pica, 1836. szeptember 30. – Lima, 1894. április 1.) 1886 és 1890 között Peru alelnöke, 1890 és 1894 között pedig az elnöki pozíciót töltötte be. Hirtelen bekövetkezett halála hivatali ideje alatt érte, orvosi jelentések alapján vakbélgyulladás és bélelzáródás végzett vele. 

## Családja
Fia Remigio Morales Bermúdez ezredes, s általa unokája Francisco Morales Bermúdez, aki 1975 és 1980 között perui elnök volt.

## Fordítás
- Ez a szócikk részben vagy egészben  a   Remigio Morales Bermúdez című angol Wikipédia-szócikk ezen változatának fordításán alapul.  Az eredeti cikk szerkesztőit annak laptörténete sorolja fel. Ez a jelzés csupán a megfogalmazás eredetét és a szerzői jogokat jelzi, nem szolgál a cikkben szereplő információk forrásmegjelöléseként.